# Michael Storm
Michael Storm (Arlington, 22 de agosto de 1959) é um ex-pentatleta estadunidense medalhista olímpico. 

## Carreira
Michael Storm representou seu país nos Jogos Olímpicos de 1984, na qual conquistou a medalha de prata, por equipes em 1984. 